# Prònom de Tebes
Prònom de Tebes (en llatí Pronomus, en grec antic Πρόνομος) fill de Oiniades, nadiu de Tebes, fou un dels més destacats músics grecs tocadors d'aulos del temps de la guerra del Peloponès.
Va serel mestre d'Alcibíades en la flauta, segons Ateneu de Nàucratis, i va inventar una nova forma de flauta en la qual el compàs podia ser utilitzat en tres tipus de música: la dòrica, la frígia i la lídia, que abans d'aquest invent cadascuna necessitava un tipus diferent de flauta. Una composició seva molt celebrada va ser la Prosòdia dèlica, un preludi que s'havia de tocar quan l'ambaixada sagrada arribava al temple de Delos, que va escriure per encàrrec de la ciutat de Calcis a Eubea.
La seva música va competir amb la de Sacades d'Argos als festivals que es van celebrar per la inauguració de Messene per Epaminondes. A Tebes se li va erigir una estàtua prop de la d'Epaminondes, al temple d'Apol·lo. Aristòfanes el menciona una vegada, però només per riure's de la seva llarga barba.